# Live at the House of Blues (album de 2Pac)
Albums de 2Pac
The Prophet Returns
(2005) Pac's Life
(2006)
Live at the House of Blues est un album live posthume de 2Pac, sorti le 3 octobre 2005.
Cet album est celui du dernier concert donné par 2Pac, le 4 juillet 1996, à la House of Blues de West Hollywood, auquel ont participé d'autres artistes parmi lesquels Snoop Dogg, Tha Dogg Pound et Outlawz.
L'album s'est classé 11e au Top Independent Albums, 48e au Top R&B/Hip-Hop Albums et 159e au Billboard 200 et a été certifié disque de platine par la Recording Industry Association of America (RIAA) le 27 avril 2006.

## Liste des titres
| 1.     | Ambitionz az a Ridah                         | 2Pac, Outlawz                         | 2:14 |
| 2.     | So Many Tears                                | 2Pac, Outlawz                         | 1:55 |
| 3.     | Troublesome                                  | 2Pac, Outlawz                         | 2:40 |
| 4.     | Hit 'Em Up                                   | 2Pac, Outlawz                         | 4:25 |
| 5.     | Tattoo Tears                                 | 2Pac, Outlawz                         | 2:23 |
| 6.     | All About U                                  | 2Pac, Outlawz                         | 2:59 |
| 7.     | Never Call U Bitch Again                     | 2Pac, Outlawz                         | 2:26 |
| 8.     | Freek'n You                                  | 2Pac, Outlawz                         | 1:03 |
| 9.     | How Do You Want It                           | 2Pac, Outlawz                         | 4:42 |
| 10.    | What Would You Do                            | Snoop Dogg, Tha Dogg Pound, Nate Dogg | 4:20 |
| 11.    | Murder Was the Case                          | Snoop Dogg, Tha Dogg Pound, Nate Dogg | 3:45 |
| 12.    | Tha Shiznit                                  | Snoop Dogg, Tha Dogg Pound, Nate Dogg | 2:30 |
| 13.    | If We All Gonna Fuck                         | Snoop Dogg, Tha Dogg Pound, Nate Dogg | 2:31 |
| 14.    | Some Bomb Azz (Pussy)                        | Snoop Dogg, Tha Dogg Pound, Nate Dogg | 3:05 |
| 15.    | Ain't No Fun (If the Homies Can't Have None) | Snoop Dogg, Tha Dogg Pound, Nate Dogg | 3:20 |
| 16.    | New York                                     | Snoop Dogg, Tha Dogg Pound, Nate Dogg | 4:44 |
| 17.    | Big Pimpin'                                  | Snoop Dogg, Tha Dogg Pound, Nate Dogg | 2:30 |
| 18.    | Do What I Feel                               | Snoop Dogg, Tha Dogg Pound, Nate Dogg | 3:58 |
| 19.    | G'z and Hustlas                              | Snoop Dogg, Tha Dogg Pound, Nate Dogg | 2:43 |
| 20.    | Who Am I (What's My Name)?                   | Snoop Dogg, Tha Dogg Pound, Nate Dogg | 2:57 |
| 21.    | Me In Your World                             | Snoop Dogg, Tha Dogg Pound, Nate Dogg | 3:12 |
| 22.    | For My Niggaz and Bitches                    | Snoop Dogg, Tha Dogg Pound, Nate Dogg | 2:23 |
| 23.    | Doggfather                                   | Snoop Dogg, Tha Dogg Pound, Nate Dogg | 2:50 |
| 24.    | Gin and Juice                                | Snoop Dogg, Tha Dogg Pound, Nate Dogg | 6:01 |
| 25.    | 2 of Amerikaz Most Wanted                    | 2Pac, Snoop Dogg                      | 4:04 |
| 118:00 |                                              |                                       |      |

## DVD
Il existe également une édition DVD sur lequel, outre l'intégralité du concert, on trouve des extras et les clips de California Love, To Live & Die in LA, Hit 'Em Up, How Do You Want It et I Ain't Mad at Cha.